# Ronald Murray
Ronald "Flip" Murray (Filadelfia, Pensilvania, 29 de julio de 1979) es un exjugador profesional de baloncesto estadounidense. 

## Carrera
Fue seleccionado por Milwaukee Bucks en el Draft de 2002 procedente de la Universidad de Shaw. Desde entonces, ha jugado en los Bucks, Seattle SuperSonics y en Cleveland Cavaliers. En febrero de 2006 fue traspasado a los Cavaliers por Mike Wilks. Tras finalizar la temporada 2005-06, firmó por los Pistons como agente libre por 2 años ha razón de 3.6 millones de dólares. El 22 de febrero de 2008 fue cortado por los Pistons, para fichar el 1 de marzo por Indiana Pacers.
El 14 de agosto de 2008 firmó contrato por Atlanta Hawks. El 25 de septiembre de 2009 firmó con Charlotte Bobcats por un año y 1.99 millones de dólares.
El 18 de febrero de 2010 fue traspasado a Chicago Bulls junto con Acie Law y una primera ronda de draft a cambio de Tyrus Thomas.
En el All-Star de 2004 fue seleccionado para jugar el Rookie Challenge.

## Estadísticas

### Temporada regular
| Año     | Equipo    | PJ  | PT | MPP  | %TC  | %3P  | %TL  | RPP | APP | ROB | TPP | PPP  |
| ------- | --------- | --- | -- | ---- | ---- | ---- | ---- | --- | --- | --- | --- | ---- |
| 2002–03 | Milwaukee | 12  | 0  | 3.5  | .346 | .000 | .625 | .1  | .3  | .3  | .0  | 1.9  |
| 2002–03 | Seattle   | 2   | 0  | 10.0 | .400 | .000 | .000 | 1.5 | 1.0 | .0  | .0  | 2.0  |
| 2003–04 | Seattle   | 82  | 18 | 24.6 | .425 | .293 | .715 | 2.5 | 2.5 | 1.0 | .3  | 12.4 |
| 2004–05 | Seattle   | 49  | 6  | 18.0 | .361 | .253 | .738 | 2.0 | 1.3 | .6  | .2  | 7.0  |
| 2005–06 | Seattle   | 48  | 2  | 22.6 | .397 | .224 | .717 | 1.8 | 2.5 | .6  | .1  | 9.9  |
| 2005–06 | Cleveland | 28  | 25 | 36.7 | .448 | .308 | .702 | 2.4 | 2.8 | 1.4 | .2  | 13.5 |
| 2006–07 | Detroit   | 69  | 18 | 21.4 | .404 | .289 | .725 | 1.6 | 2.7 | .7  | .2  | 6.7  |
| 2007–08 | Detroit   | 19  | 2  | 18.3 | .410 | .222 | .595 | 1.9 | 3.4 | .7  | .1  | 7.5  |
| 2007–08 | Indiana   | 23  | 17 | 22.9 | .425 | .389 | .754 | 2.0 | 3.5 | 1.1 | .1  | 11.0 |
| 2008-09 | Atlanta   | 80  | 2  | 24.7 | .447 | .360 | .760 | 2.1 | 2.0 | 1.1 | .2  | 12.2 |
| 2009-10 | Charlotte | 46  | 1  | 21.6 | .389 | .313 | .710 | 2.1 | 1.8 | .6  | .3  | 9.9  |
| 2009-10 | Chicago   | 29  | 1  | 23.4 | .397 | .311 | .762 | 2.9 | 1.8 | .6  | .1  | 10.1 |
| Total   |           | 487 | 92 | 22.7 | .414 | .304 | .725 | 2.1 | 2.3 | .8  | .2  | 9.9  |

### Playoffs
| Año     | Equipo    | PJ | PT | MPP  | %TC  | %3P  | %TL   | RPP | APP | ROB | TPP | PPP  |
| ------- | --------- | -- | -- | ---- | ---- | ---- | ----- | --- | --- | --- | --- | ---- |
| 2004–05 | Seattle   | 4  | 0  | 15.5 | .211 | .000 | .571  | 1.5 | 1.3 | .0  | .5  | 3.0  |
| 2005–06 | Cleveland | 13 | 5  | 30.7 | .330 | .208 | .813  | 3.2 | 1.6 | .7  | .2  | 8.1  |
| 2006–07 | Detroit   | 12 | 0  | 11.3 | .355 | .000 | .727  | .8  | 1.2 | .3  | .1  | 2.5  |
| 2008-09 | Atlanta   | 11 | 0  | 31.0 | .341 | .280 | .865  | 2.7 | 2.5 | 1.1 | .3  | 11.8 |
| 2010    | Chicago   | 5  | 0  | 19.4 | .405 | .333 | 1.000 | 2.6 | 2.0 | .4  | .0  | 8.4  |
| Total   |           | 45 | 5  | 23.0 | .339 | .256 | .821  | 2.2 | 1.7 | .6  | .2  | 7.1  |